# Černčice (okres Náchod)
Černčice (německy Tscherntschitz) je vesnice a obec v okrese Náchod, kraj Královéhradecký. Žije zde 474 obyvatel.

## Historie

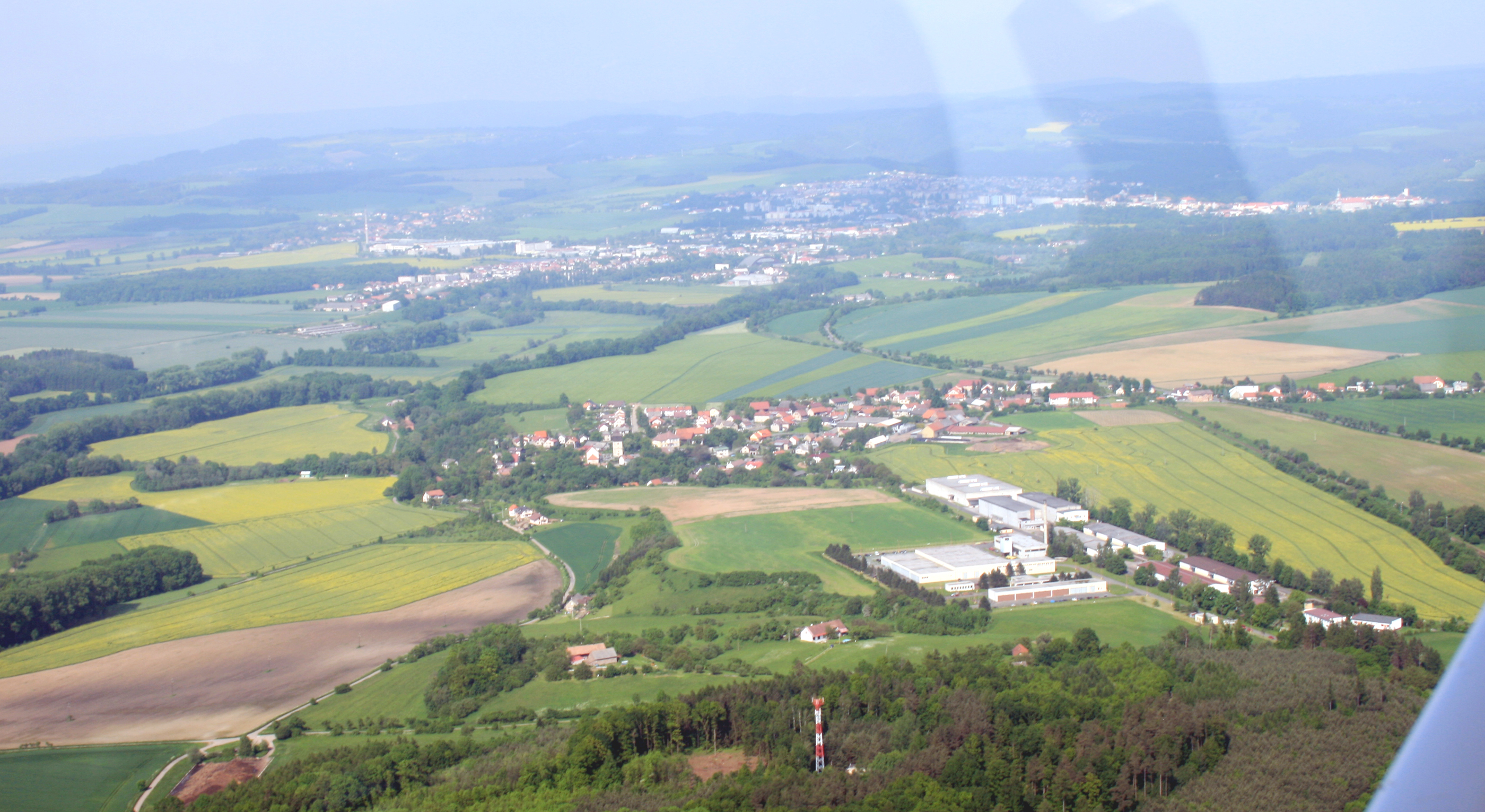
Letecký pohled, na pozadí Nové Město nad Metují

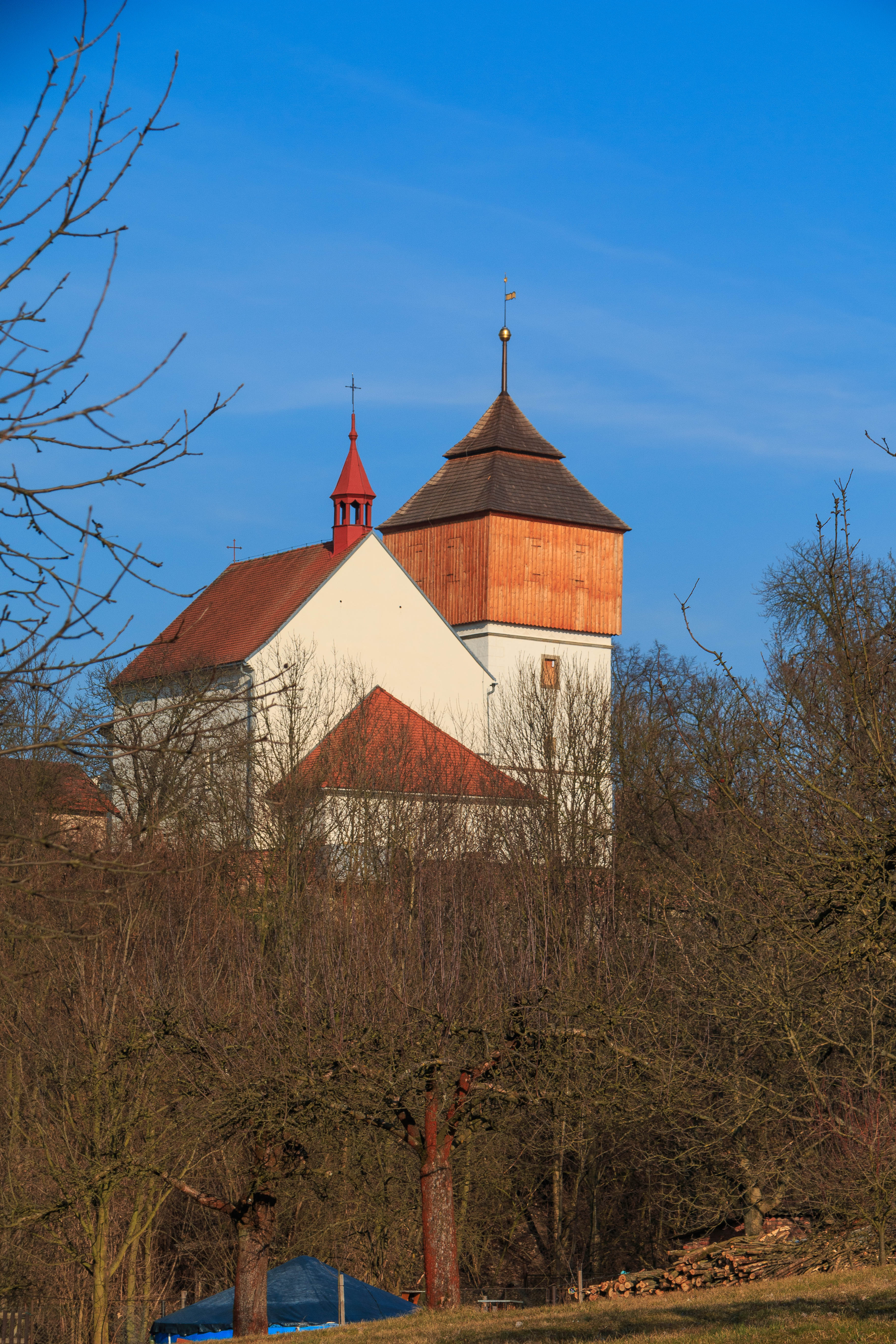
Kostel se zvonicí

První písemná zmínka o obci pochází z roku 1318. Majitelem byl tehdy Jan z Talmberka, který se psal také z Černčnic. Roku 1405 se připomíná tvrz, kterou drželi Vítek a Oldřich z Černčic. Posledním jejím majitelem byl v roce 1483 hejtman Hradeckého kraje Jan Černčický z Černčic a Kácova, který tvrz opustil, když si založil Hradiště nad Metují. Za Vojtěcha z Pernštejna roku 1527 již byla tvrz pustá. Roku 1744 ves vyplenilo pruské vojsko.

## Pamětihodnosti
- Kostel sv. Jakuba Staršího – jednolodní gotická stavba s pětibokým presbytářem a portálem z poloviny 14. století; zařízení z 19. století: kazatelna (1831), křížová cesta; cínová křtitelnice z roku 1575; gotické náhrobní desky Černčických
- Zvonice – čtyřpatrová zděná stavba obranného charakteru, vybudována roku 1613 na náklady majitele novoměstského panství Rudolfa ze Stubenberka. Dřevěné podsebití s mansardovou střechou; barokní portál. Z věže je daleký rozhled do kraje: Krkonoše, Orlické hory, pevnost Josefov, polské Kladsko. Přístupná po domluvě.
- Tvrziště – z tvrze se zachoval centrální pahorek severně od kostela. Příkopy byly zasypány.
- Socha sv. Václava z roku 1896
- Kamenný krucifix u kostela
- Roubené chalupy

## Galerie

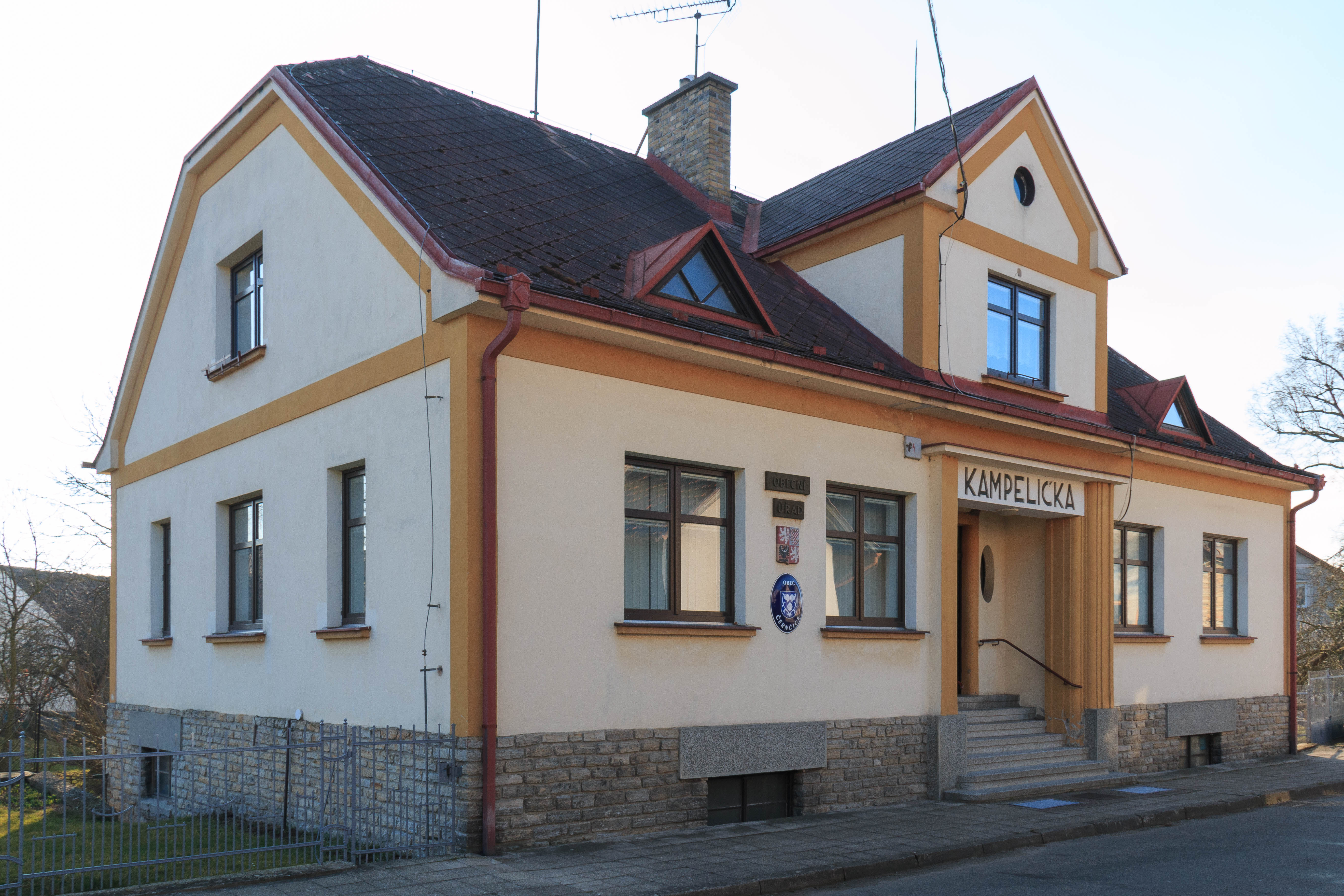
Obecní úřad
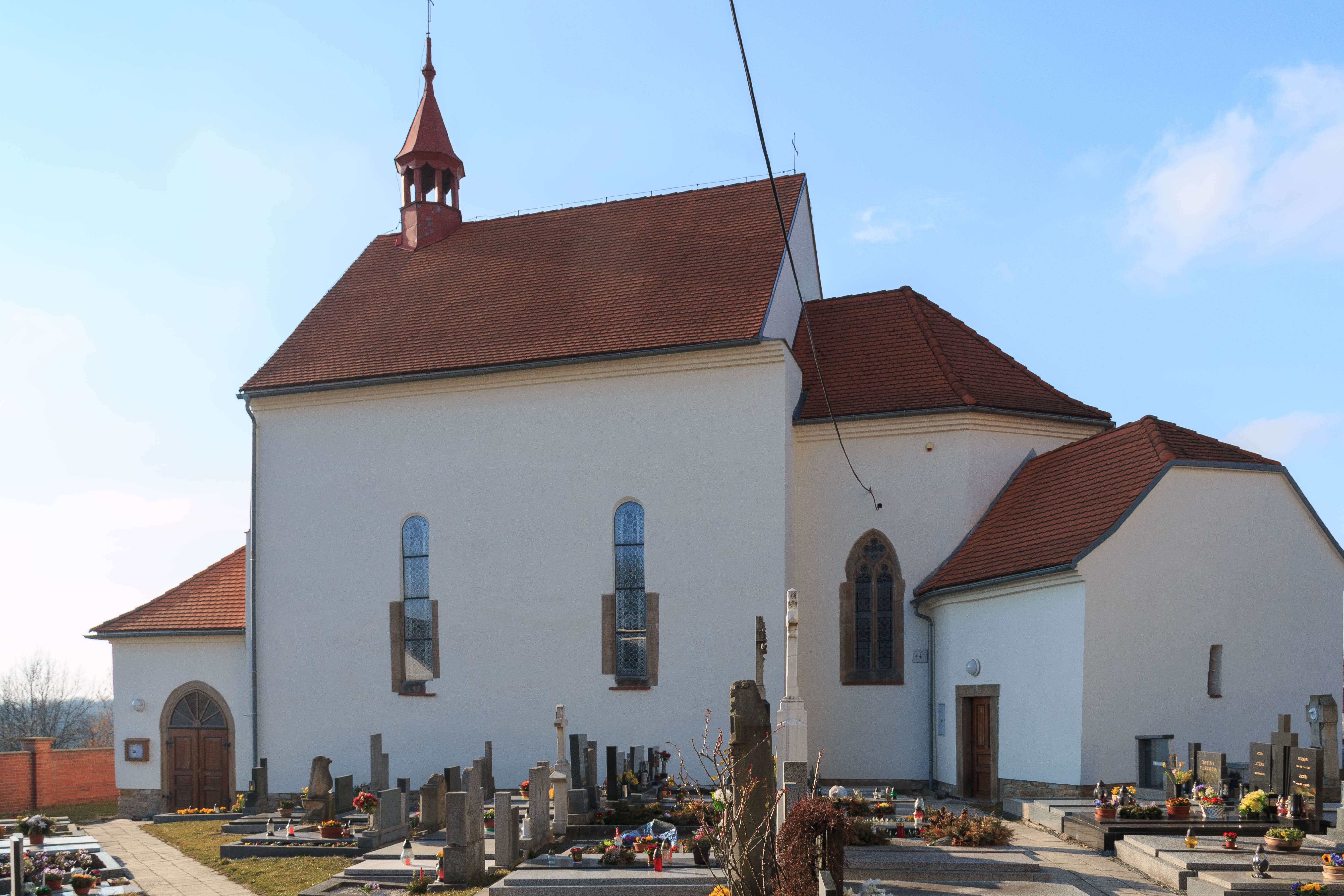
Kostel
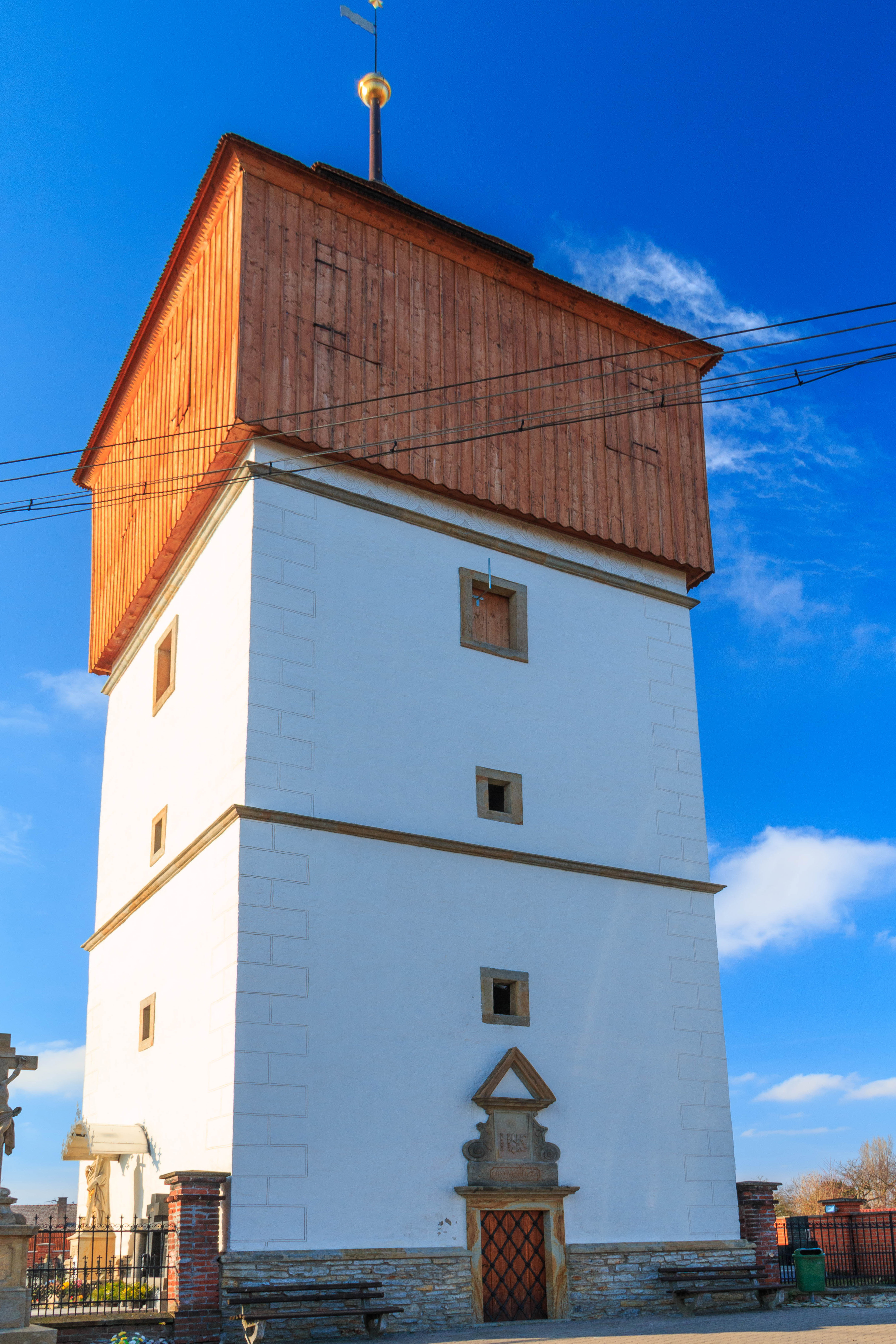
Zvonice
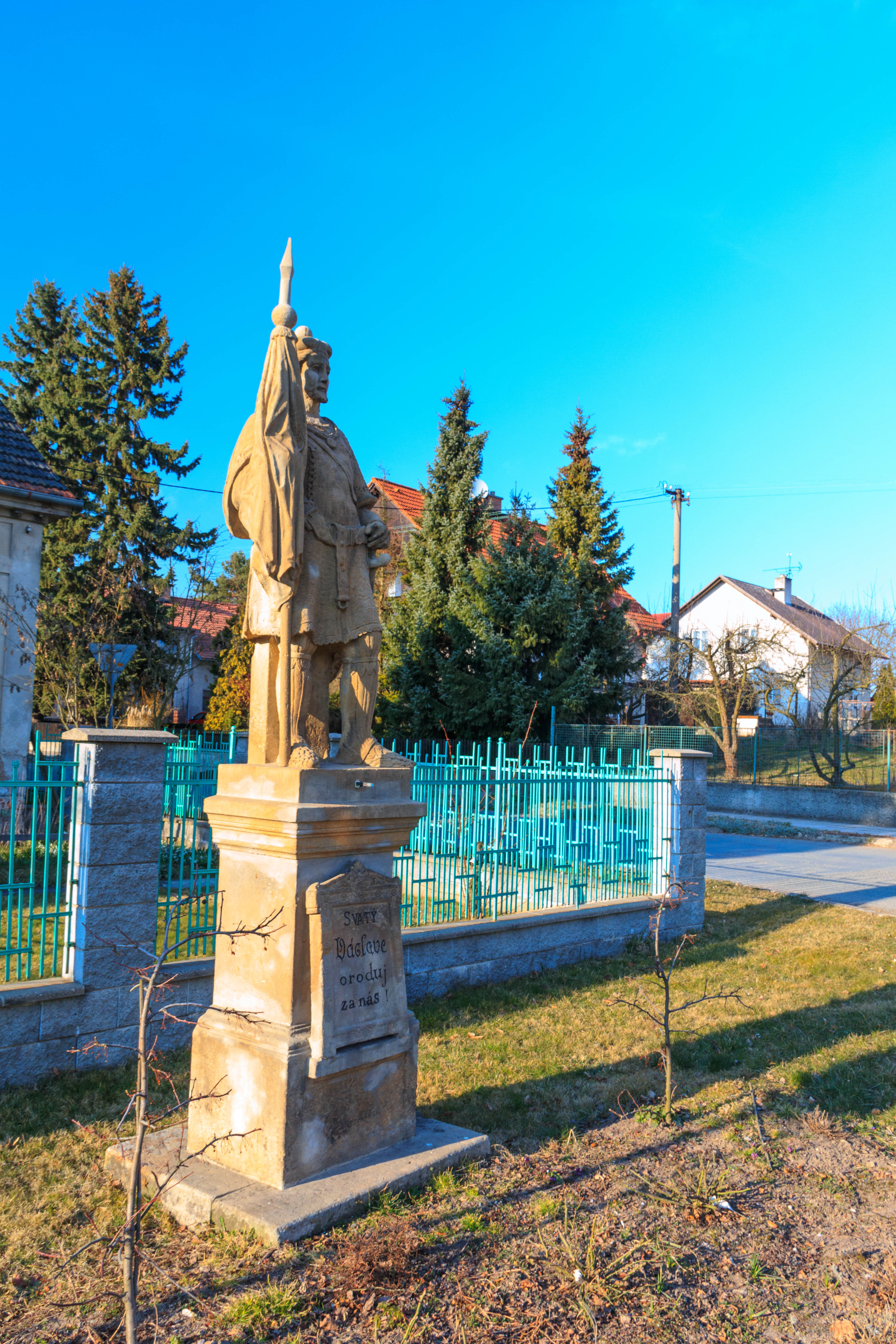
Socha sv. Václava
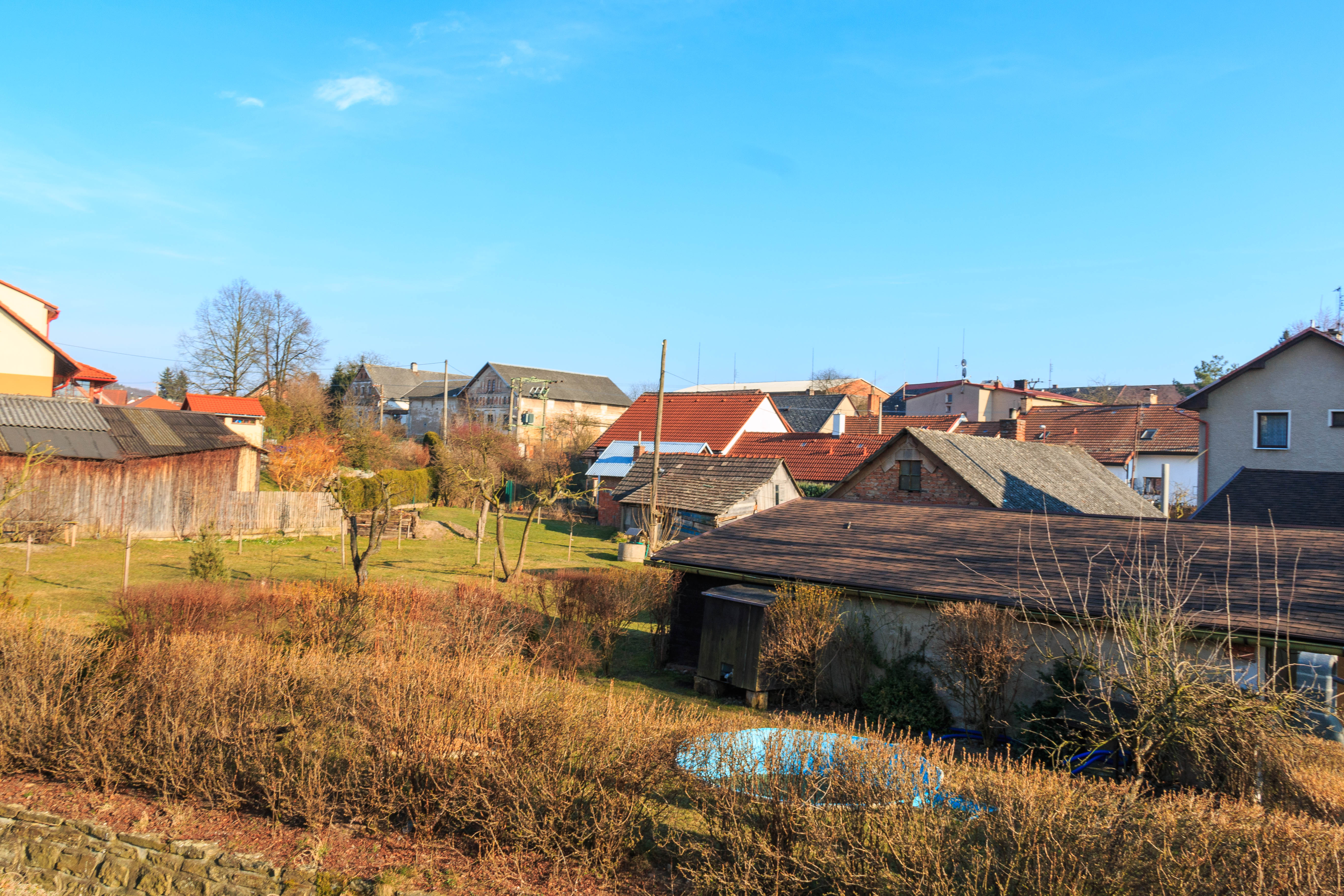
chalupy